# Gens Scribonia
Die gens Scribonia (Scribonii; deutsch Scribonier) war ein römisches Geschlecht (gens). Die plebejischen Familie trug den Gentilnamen Scribonius.
Das Geschlecht stammte wohl aus dem samnitischen Caudium, wo sie noch später als Patrone auftraten, und war seit dem späten 3. Jahrhundert v. Chr. in Rom ansässig. Angehörige tauchen zuerst zur Zeit des Zweiten Punischen Kriegs in den Quellen auf. Die bekanntesten Zweige waren in der späten Republik die Scribonii Curiones und die Scribonii Libones, die noch in der frühen Kaiserzeit zur senatorischen Führungsschicht gehörten.
Eine Reihe von Münznominalen (Denar, As, Semis, Triens, Quadrans, Sextans und Uncia) des Jahres 154 v. Chr. mit dem Namenskürzel C SCR werden Gaius Scribonius zugeschrieben, der wahrscheinlich der Sohn des gleichnamigen Prätors von 183 v. Chr. war.

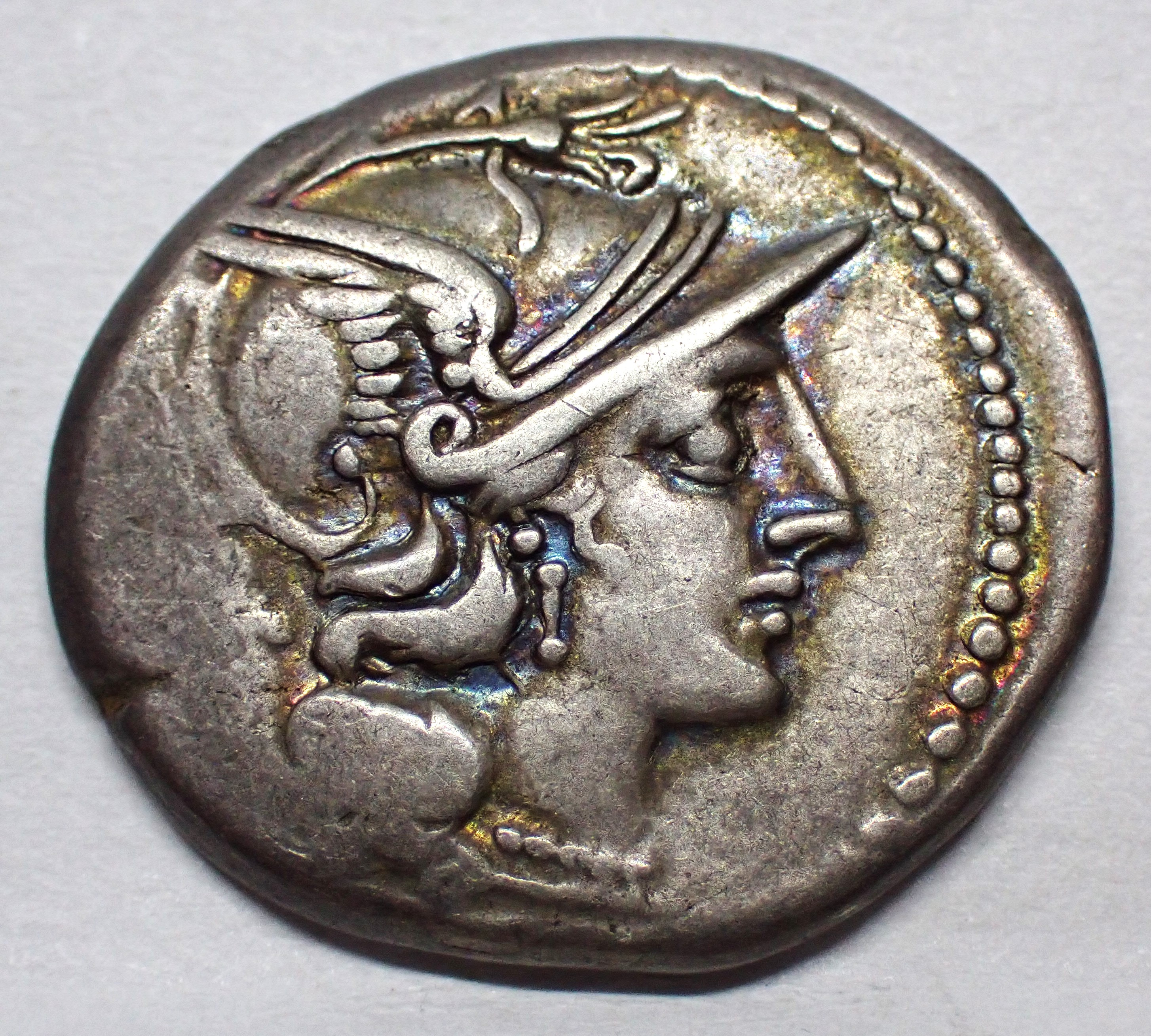
Denar des C. Scribonius mit Romakopf, 154 v. Chr., Albert 796

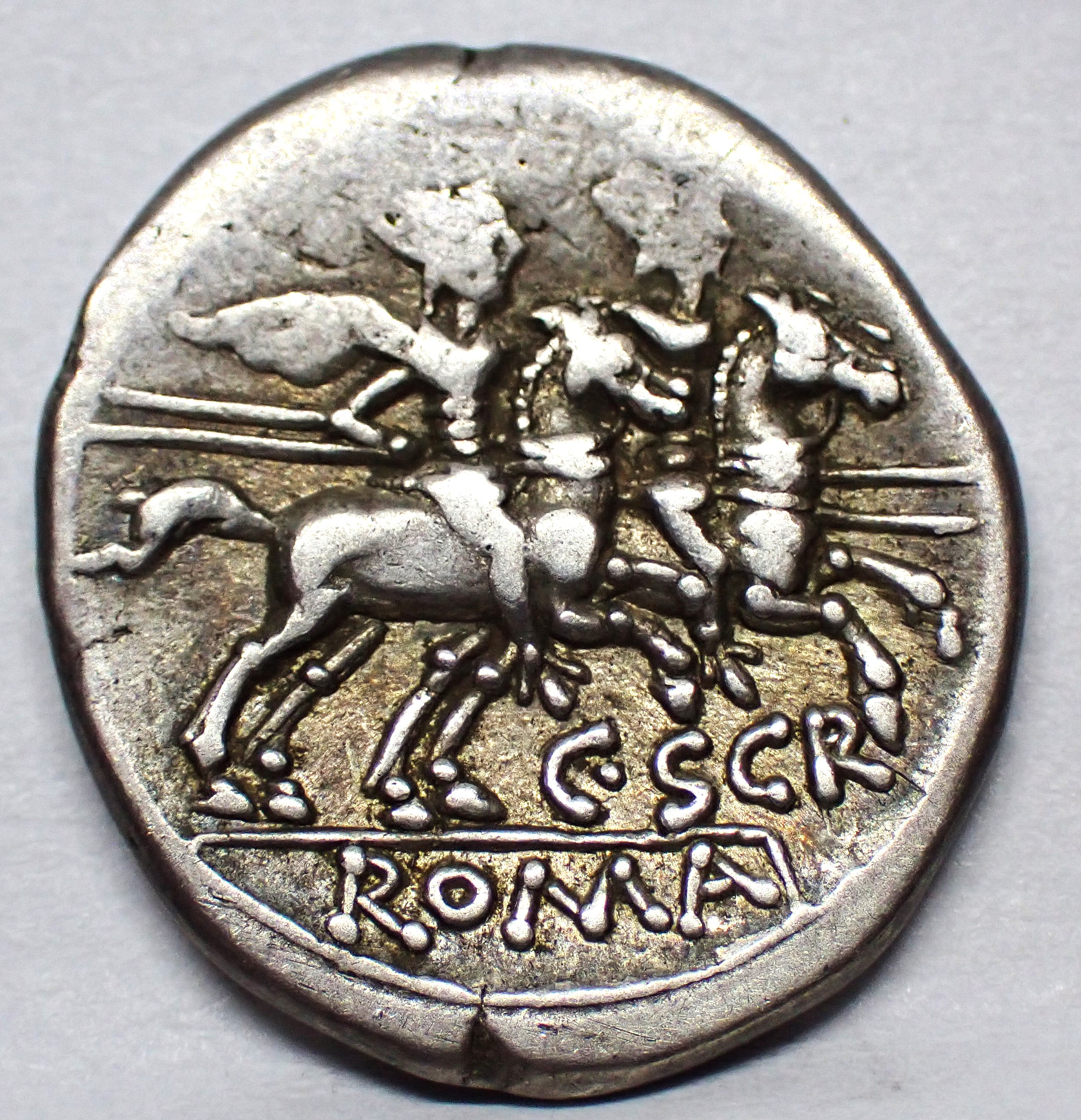
Denar des C. Scribonius mit C SCR, dem Sohn des gleichnamigen Prätors von 183 zugeschrieben, 154 v. Chr., Albert 796

## Bekannte Namensträger
Scribonii Curiones
- Gaius Scribonius Curio (Prätor 183 v. Chr.), römischer Politiker, Prätor 183 v. Chr.
- Gaius Scribonius Curio (Konsul 76 v. Chr.) († 53 v. Chr.), römischer Politiker, Konsul 76 v. Chr.
- Gaius Scribonius Curio (Volkstribun) (90–49 v. Chr.), römischer Politiker, Volkstribun 50 v. Chr.

Scribonii Libones
- Lucius Scribonius Libo (Volkstribun 216 v. Chr.), Praetor peregrinus 204 v. Chr.
- Lucius Scribonius Libo (Prätor 192 v. Chr.), kurulischer Ädil 194 v. Chr.
- Lucius Scribonius Libo (Volkstribun 149 v. Chr.)
- Lucius Scribonius Libo (Konsul 34 v. Chr.) (* um 90 v. Chr.), römischer Politiker und Feldherr
- Lucius Scribonius Libo (Konsul 16), römischer Senator
- Marcus Scribonius Libo Drusus († 16 n. Chr.), römischer Senator
- Scribonia, Frau des späteren Kaisers Augustus

Weitere 
- Scribonius Largus, römischer Arzt der empirisch-skeptischen Schule im 1. Jahrhundert n. Chr. zur Zeit des Claudius
- Publius Sulpicius Scribonius Proculus († 67), römischer Senator
- Scribonius (bosporanischer König), bosporanischer König um 15 v. Chr.